# Stefan Hnydziński
Stefan Hnydziński (ur. 29 lipca 1901 w Jarosławiu, zm. 6 października 1939 w Warszawie) – polski aktor filmowy i teatralny.

## Życiorys
Uczęszczał do szkoły handlowej w Przemyślu. Debiutował na deskach przemyskiego Fredreum. Aktorstwa uczył się pod kierunkiem Roberta Boelke we Lwowie. W 1919 odbywał służbę wojskową. W 1920 debiutował na scenie w Poznaniu. Od roku 1924 występował w Miejskich Teatrach Dramatycznych w Warszawie. Grał na scenach Teatru Narodowego i Teatru Letniego do 1939 r. Występował w filmach. Obdarzony świetnymi warunkami zewnętrznymi, grał przeważnie role amantów.
Ranny we wrześniu 1939 w czasie bombardowania Teatru Narodowego. Wkrótce potem zmarł.

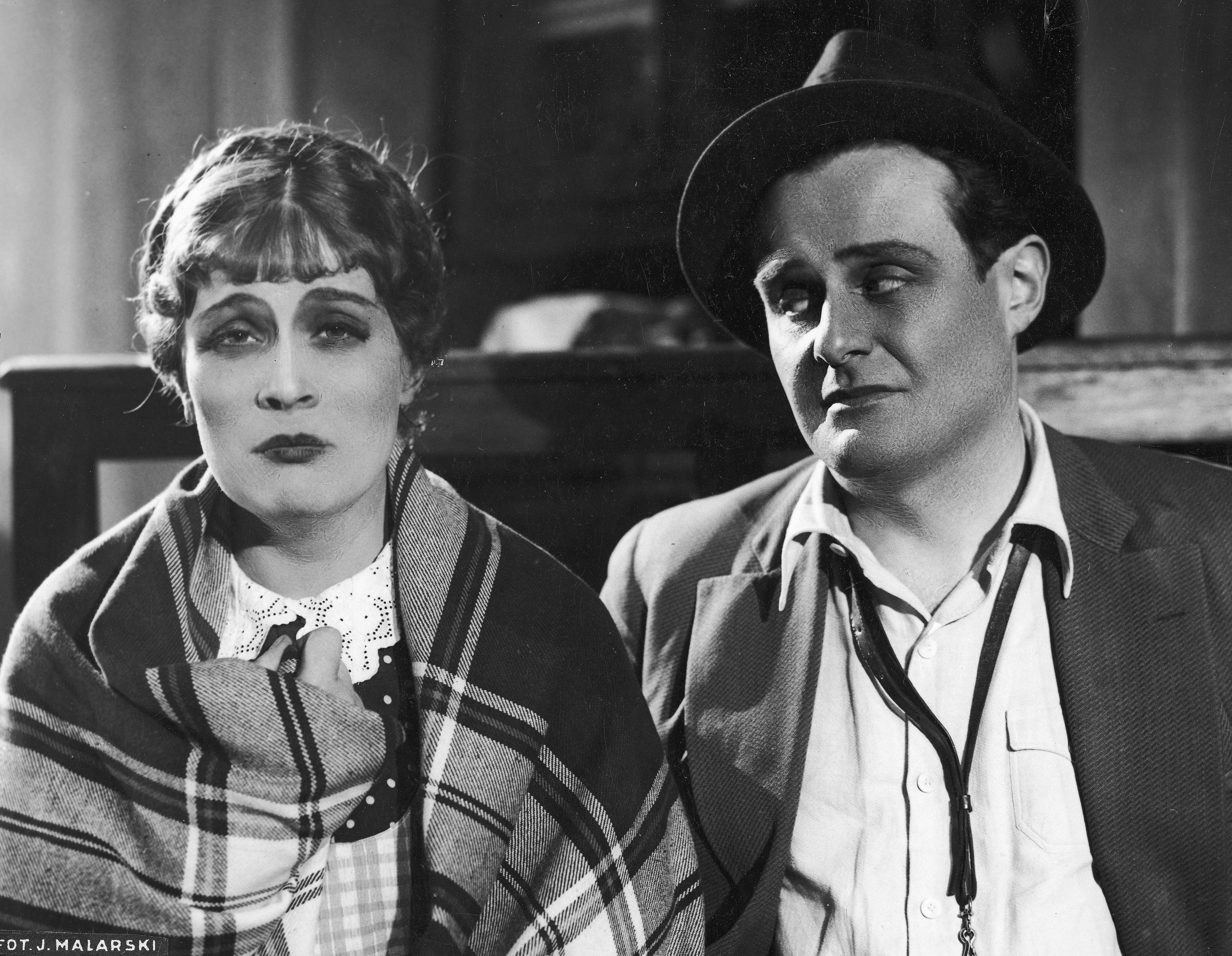
Maria Żabczyńska i Stefan Hnydziński w komedii „Muzyka na ulicy” Petera Schurka w Teatrze Letnim w Warszawie (1935).

## Filmografia
- 1939/1946 - Czarne diamenty (górnik Kałuża)
- 1939/1941 - Żona i nie żona (Zenon Wojnicki, mąż Ireny)
- 1939/1940 - Złota Maska (Biesiadowski, dostawca mięsa)
- 1939 - Kłamstwo Krystyny (pijak)
- 1939 - Geniusz sceny (chłop w "Niespodziance")
- 1938 - Szlakiem mew (pływający w morzu)[3][4]
- 1938 - Kobiety nad przepaścią (marynarz Kuba)
- 1938 - Gehenna (służący Olelkowicza)
- 1938 - Florian (Horehlad)
- 1938 - Dziewczyna szuka miłości (oficer w szkole w Bielsku)
- 1938 - Druga młodość (lokaj Mohortów)
- 1937 - Znachor (Zenon Woydyłło)
- 1937 - Skłamałam (Jan, kierownik drukarni, przyjaciel Burskiego)
- 1937 - Pani minister tańczy (mąż Loli)
- 1937 - O czym marzą kobiety (wywiadowca)
- 1937 - Dziewczęta z Nowolipek (Michałowski)
- 1937 - Dorożkarz nr 13 (pijak)
- 1936 - Wierna rzeka
- 1936 - Róża (żołnierz; nie występuje w napisach)
- 1936 - Jego wielka miłość (mężczyzna szukający na przyjęciu Kurczka; nie występuje w napisach)
- 1936 - Dodek na froncie (ordynans "porucznika Iwanowa")
- 1936 - Bohaterowie Sybiru (technik Wojciech Groma)
- 1936 - Barbara Radziwiłłówna (Wirszyłł)
- 1933 - Dzieje grzechu (ziemianin)
- 1928 - Romans panny Opolskiej (Jan Główniak, nauczyciel i lokaj)
- 1928 - Ludzie dzisiejsi (Janek, syn Wrzosa)
- 1927 - Zew morza (parobek w młynie)
- 1926 - Czerwony błazen (Witold Skarski)